# Aubusson (Orne)
Aubusson è un comune francese di 432 abitanti situato nel dipartimento dell'Orne nella regione della Normandia.

## Società

### Evoluzione demografica
Abitanti censiti